# گذرنامه مالزیایی
گذرنامهٔ مالزیایی یک مدرک سفر بین‌المللی است که توسط کشور مالزی صادر می‌شود و بنا بر داده‌های سال ۲۰۲۳، دارندگان آن می‌توانستند به ۱۸۱ کشور دیگر بدون دریافت ویزا سفر کنند یا ویزا را در بدو ورود دریافت نمایند. این گذرنامه بر اساس رتبه‌بندی شاخص گذرنامهٔ هنلی در سال ۲۰۲۳ در رتبهٔ ۱۲ قرار داشت.
این گذرنامه توسط دپارتمان مهاجرت مالزی برای شهروندان مالزی صادر می‌شود. قانون اصلی حاکم بر آماده‌سازی و تحویل گذرنامه و مدارک سفر، مالکیت آنها توسط افرادی که به مالزی وارد یا خارج می‌شوند و موضوعات مرتبط با آنها، قانون گذرنامه ۱۹۶۶ است.
فرایند درخواست و تمدید گذرنامه مالزی خیلی سریع انجام می‌پذیرد، در حالیکه به‌طور معمول و در موارد عادی، گذرنامه‌های جدید طی یکساعت پس از پرداخت وجه صادر می‌شود.